# Giengener Orgelmanufaktur Gebr. Link

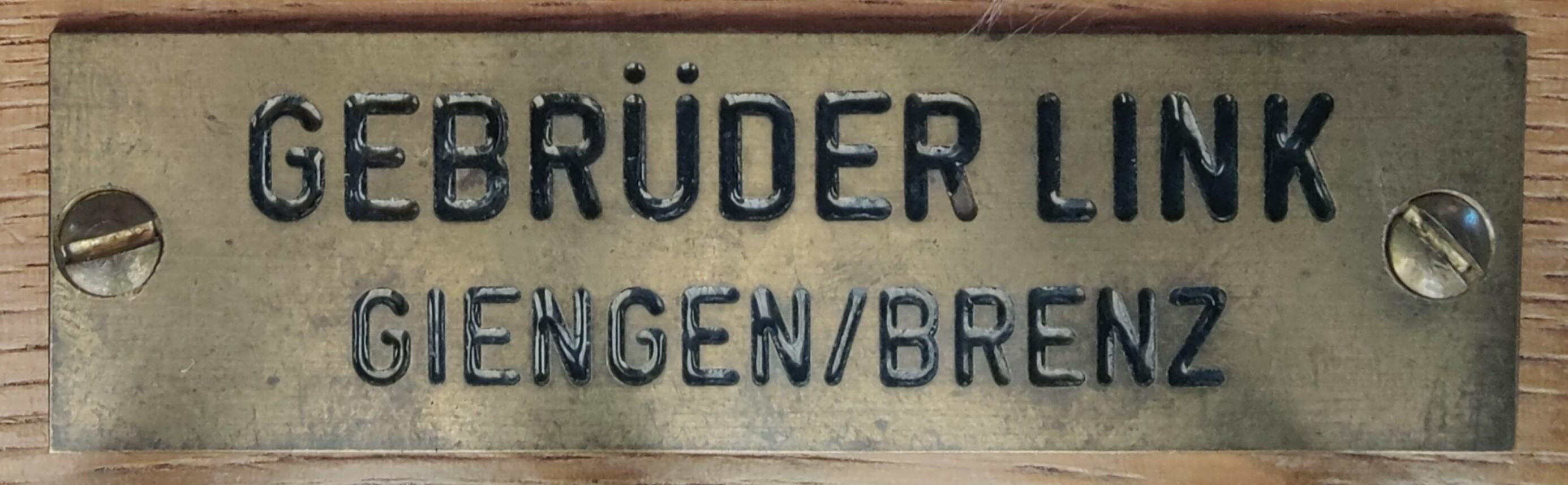
Firmenschild in Ulm-Grimmelfingen (1964)

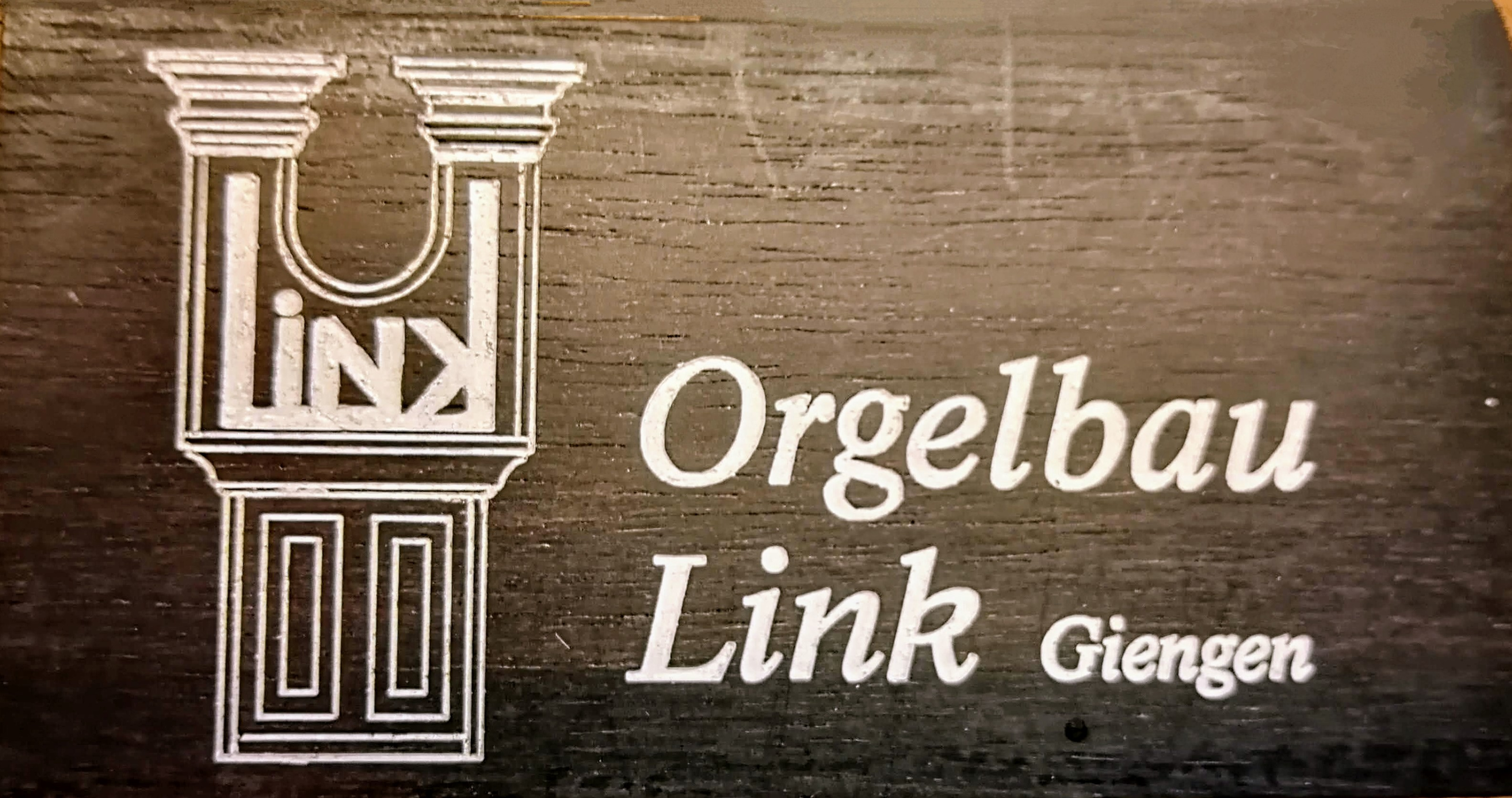
Firmenschild in Painten (2000)

Die Giengener Orgelmanufaktur Gebr. Link ist eine Orgelbauwerkstatt in Giengen an der Brenz. Seit der Gründung 1851 wurden mehr als 1000 Instrumente vor allem für den Süden Deutschlands gebaut.

## Geschichte

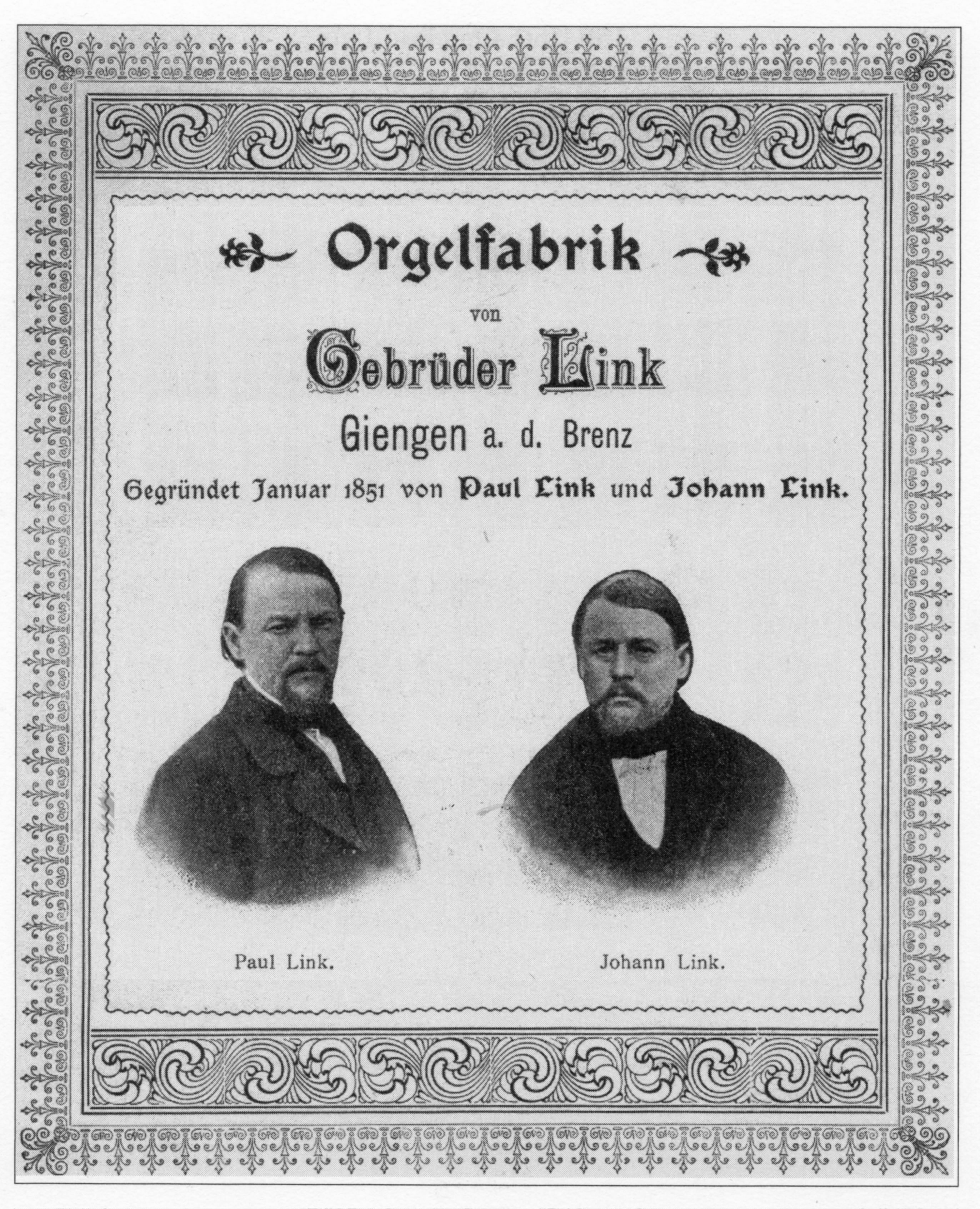
Paul und Johann Link

Die Zwillingsbrüder Johann und Paul Link wurden 1821 in Aldingen geboren. Ihre Ausbildung zum Orgelbauer erhielten sie beim Orgelbauer Anton Braun in Spaichingen. Ab 1841 waren beide bei der Orgelbaufirma Eberhard Friedrich Walcker in Ludwigsburg beschäftigt und konnten sich somit Einblick in den damals modernsten Orgelbau verschaffen. Nach 10 Jahren fassten sie den Plan, sich selbstständig zu machen.
Zunächst war eine Firmengründung in Schwäbisch Hall geplant. Der Reutlinger Musikdirektor Adam Seitz konnte die beiden Brüder Link dazu überzeugen, in den Orgelbau der neuen großen Orgel für die Stadtkirche Giengen einzusteigen, der durch die Firma Gruol in Bissingen ausgeführt werden sollte. Diese war jedoch überfordert, so konnte die Firma unter der Leitung der Brüder Link den Auftrag ausführen. 1851 baute die Firma Link dann als opus 1 eine Orgel mit 37 Registern, darunter Prinzipal 16‘ im Manual und 32‘ im Pedal. Diese Orgel wurde weithin gelobt und die Möglichkeit, dieses Instrument heranreisenden Interessenten vorzuführen, veranlasste die beiden, ihr Geschäft 1851 in Giengen zu gründen.
Der gute Ruf verschaffte der Firma schon in den ersten Jahren eine rasante Entwicklung. Aufträge gingen aus Deutschland der Schweiz und Österreich ein. Die Werkstatträume im Hirschkeller reichten schon bald nicht mehr aus, sodass das Firmengelände am Memmingertorplatz gekauft wurde. Im ersten Jahrzehnt seit der Geschäftsgründungen waren bereits 25 Orgelneubauten verwirklicht worden, im zweiten Jahrzehnt über 30 Neubauten. 1871 verstarb Johann Link, sodass Paul Link die Geschäfte allein weiterführte. Ab 1885 wurden Orgeln auch nach Übersee, z. B. Japan und Indien geliefert. 
1886 wurde der Betrieb von Paul Links ältestem Sohn, Wilhelm Eugen Link (1855–1940) und seinem Cousin Christian Heinrich Link (1854–1926, Sohn von Johann Link) übernommen und erfolgreich weitergeführt. Sogar in Frankreich, trotz des Kriegs 1870–1871, wurde der Linkorgelbau gewählt. 1891 verstarb Paul Link. Im Oktober 1891 wurde die neue Linkorgel in Mirepoix (im Departement Ariège, Südwest-Frankreich) inauguriert. Mit einer mechanischen Traktur zählt das Instrument circa 40 Register und hat keine Modifizierung erfahren.
Von 1897 bis 1912 gab es in Jambes (Belgien) eine Zweigniederlassung, die von dem Link-Schüler Franz Xaver Wetzel geleitet wurde und alle Orgelteile aus Giengen bezog. 
Ab 1902 gab es Pläne, die Link-Orgel in der Stadtkirche Giengen von 1851 im Rahmen einer Kirchenrenovierung zu versetzen und umzubauen, doch gravierende Holzwurmschäden und der Wunsch nach einer zeitgemäßen Orgel führten zum vollständigen Neubau. Die Firma Link nutzte diese Gelegenheit, um ihr bis dahin größtes und technisch innovativstes Instrument zu schaffen. Mit 51 Registern, einem reich verzierten Prospektgehäuse im Stil des Rokoko und modernster pneumatischer Traktur im Abstromprinzip wurde die Orgel nicht nur zum musikalischen Zentrum der Stadtkirche, sondern auch zum firmeneigenen Vorzeige- und Demonstrationsinstrument. So verweisen z. B. die 51 Register und 51 Prospektpfeifen auf das Gründungsjahr (18)51 der Firma Link. Der Spieltisch verfügt über freie und feste Kombinationen, automatische Pedalumschaltung und eine Crescendowalze – für die damalige Zeit herausragende technische Merkmale. Außerordentlich viele Farbregister der 8’- und 4’- Lage ermöglichen eine große Klangvielfalt und ein nahezu bruchloses Crescendo.
Während der beiden Weltkriege kam der Betrieb nahezu vollständig zum Erliegen, da die Belegschaft zum Kriegsdienst einberufen wurde.
Nach 1945 führte die Zusammenarbeit mit dem Komponisten und Orgelsachverständigen Helmut Bornefeld zu einer zweiten Blütezeit des Unternehmens. In dieser Phase entstanden zahlreiche neue Orgeln, die der damals aktuellen Orgelbewegung verpflichtet waren und neue Maßstäbe in Klangkonzeption und Gestaltung setzten.
Seit den 1980er Jahren widmet sich die Firma auch verstärkt der Restaurierung historischer Orgeln des 18. bis frühen 20. Jahrhunderts und verbindet diese Tätigkeit mit dem weiterhin gepflegten klassischen Orgelneubau. Im Jahr 2003 erfolgte die Umfirmierung in „Giengener Orgelmanufaktur Gebrüder Link GmbH“.
Die Orgeln der Firma Link sind auf fast allen Kontinenten vertreten, mit Ausnahme Australiens. Besonders stark ist die Präsenz in Süddeutschland sowie in Frankreich, daneben auch in Ländern wie China, Japan, Korea, Chile, Argentinien, Brasilien und Indien.

## Werke (Auswahl)
| Jahr    | Opus | Ort                                          | Kirche                                                    | Bild                        | Manuale | Register | Bemerkungen |
| ------- | ---- | -------------------------------------------- | --------------------------------------------------------- | --------------------------- | ------- | -------- | --- |
| 1851    | 1    | Giengen an der Brenz                         | Evangelische Stadtkirche                                  |                             | II/P    | 37       | 1906 durch Neubau der Firma Link ersetzt (op. 450) |
| 1853    | 7    | Gerstetten                                   | Michaelskirche                                            |                             | II/P    | 13       | umgebaut 1937, restauriert 1994, überholt 2021 → Orgel |
| 1853/54 | 13   | Scharenstetten, Gemeinde Dornstadt           | Laurentiuskirche                                          |                             | I/P     | 9        | Unter Verwendung von fünf Registern der Vorgängerorgel, ist in der originalen Werkliste unter dem Jahr 1858 gelistet; wurde 1979 generalüberholt. → Orgel |
| 1856    | 10   | Beimerstetten                                | Petruskirche                                              |                             | II/P    | 15       | Ursprünglich 12 Register. 1980 von Link um drei Register erweitert. |
| 1859    |      | Urspring, Gemeinde Lonsee                    | Johanneskirche                                            |                             | I/P     | 9        | → Orgel |
| 1864    | 29   | Schmalegg                                    | St. Nikolaus                                              |                             | II/P    | 10       | → Orgel |
| 1865    | 41   | Söhnstetten                                  | Martinskirche                                             |                             | II/P    | 14       | leicht verändert erhalten → Orgel |
| 1866    | 43   | Wallhausen-Schainbach                        | St. Jakobus                                               |                             | I/P     | 7        | → Orgel |
| 1868    |      | Feldkirch                                    | Johanniterkirche                                          |                             | II/P    | 15       | in den letzten Jahrzehnten sehr vernachlässigt, aber nahezu original erhalten, 2017/18 restauriert und in die Neue Pfarrkirche Tisis umgesetzt |
| 1871    | 57   | Stetten ob Lontal, Gemeinde Niederstotzingen | Wallfahrtskirche Mariä Himmelfahrt                        |                             | II/P    | 8        | 2008 von Orgelbau Dirk Banzhaf (Bergenweiler) restauriert -> Orgel |
| 1880    | 84   | Haßloch                                      | Lutherkirche                                              |                             | I/P     | 8        | 1934 Umbau durch Weigle, 2005 Restaurierung und Erweiterung durch Link |
| 1882    | 91   | Sinabronn, Gemeinde Lonsee                   | Jakobuskirche                                             |                             | I/P     | 5        | 1962 Umdisponierung → Orgel |
| 1883    | 89   | Dietingen, Gemeinde Blaustein                | St. Martin                                                |                             | I/P     | 8        | 1991 durch Link restauriert |
| 1885    | 118  | Ballendorf                                   | St. Martin                                                |                             | I/P     | 7        | restauriert 1982 → Orgel |
| 1888    | 135  | Königsbronn                                  | Evangelische Kirche (Klosterkirche)                       |                             | II/P    | 12       | → Orgel |
| 1889    | 152  | Bad Waldsee                                  | Evangelische Kirche                                       |                             | II/P    | 8        | 1956 umgebaut und erweitert, heute 13 Register |
| 1891    | 171  | Mirepoix (Ariège)                            | Cathédrale Saint-Maurice                                  |                             | III/P   | 40       | Die größte Orgel von Link in Frankreich |
| 1893    | 213  | Öllingen                                     | Ulrichskirche                                             |                             | I/P     | 10       | im Gehäuse von G. F. Schmahl; überholt 1976 → Orgel |
| 1894    | 219  | Paris                                        | Evangelisch-Lutherische Gemeinde                          |                             |         |          | |
| 1897    | 234  | Charleroi                                    | Église Saint-Joseph (Broucheterre)                        |                             | II/P    | 7        | →Bilder |
| 1897    | 279  | Setzingen                                    | Bartholomäuskirche                                        |                             | II/P    | 9        | erhalten; 1977 um zwei Register erweitert |
| 1899    | 308  | Mesvin (Belgien)                             | Kirche Saint-Vincent                                      |                             | II/P    | 24       | |
| 1899    | 319  | Ulm-Söflingen                                | Christuskirche                                            | Link op. 319                | II/P    | 18       | 1977 durch Link op. 956 ersetzt. Gehäuse teilweise erhalten. |
| 1902    | 363  | Langenau-Albeck                              | Jakobuskirche                                             |                             | I/P     | 10       | → Orgel |
| 1905    | 308  | Verviers (Belgien)                           | Kirche Saint-Antoine                                      |                             | II/P    | 30       | |
| 1906    | 450  | Giengen an der Brenz                         | Evangelische Stadtkirche                                  |                             | III/P   | 51       | Eine der wenigen großen romantischen Orgeln in Württemberg → Orgel |
| 1907    | 463  | Rudersberg                                   | Johanneskirche                                            |                             | II/P    | 16       | 2009 Restaurierung auf den Originalzustand durch Mühleisen Orgelbau (Leonberg) → Orgel |
| 1907    |      | Langenau                                     | Martinskirche                                             |                             | II/P    | 32       | Neues Instrument hinter historischem Orgelprospekt von Georg Friedrich Schmahl 1964-66 von Helmut Bornefeld im Sinne der Orgelbewegung umgebaut und verändert 2013 durch Neubau von Lenter ersetzt, einzelne Register wurden in die neue Orgel übernommen → Orgel |
| 1908    | 492  | Schlangenbad                                 | Christuskirche                                            |                             | II/P    |          | 1969 ersetzt durch ein Werk von Förster & Nicolaus |
| 1909    | 515  | Hörbach (Althegnenberg)                      | St. Andreas                                               |                             | II/P    | 8        | |
| 1910    | 535  | Ulm                                          | Pauluskirche                                              |                             | III/P   | 55       | 1970 von Link zu op. 900 umgebaut; 1997 von Mühleisen teilrestauriert; 2014 durch Gaida neu intoniert und erweitert. |
| 1912    |      | Schwabenheim an der Selz                     | Evangelische Kirche                                       |                             | II/P    | 12       | Orgelneubau auf der Westempore. Pneumatische Kegelladen, freistehender Spieltisch. Hauptwerk und Nebenwerk mit je fünf Registern sowie zwei Pedalregistern. Die Orgel ist erhalten.                                                                               |
| 1912/13 |      | Stadecken-Elsheim, OT Elsheim                | Paulskirche                                               |                             | II/P    | 7        | Neubau hinter vorhandener Gehäusefront der Vorgängerorgel. 1992 abgebrochen, nicht erhalten. |
| 1912/13 | 589  | Radelstetten, Gemeinde Lonsee                | Martinskirche                                             |                             | II/P    | 7        | → Orgel |
| 1913    | 582  | Massenbach                                   | Evangelische Georgskirche                                 |                             | II/11   |          | |
| 1914    | 593  | Andernach                                    | Evangelische Christuskirche                               |                             | III/P   | 34 (36)  | 1938 wurde die Traktur elektrifiziert und die Disposition aufgehellt. 1998 wurde die Orgel von der Firma Willi Peter aus Köln restauriert und die Disposition in den Ursprungszustand zurückversetzt                                                              |
| 1916    | 613  | Edigheim                                     | Evangelische Kirche                                       |                             | II/P    | 15       | → Orgel |
| 1928    | 707  | Elmstein                                     | Protestantische Kirche                                    |                             | II/P    | 21       | 1958 durch Gebr. Oberlinger Orgelbau umgebaut |
| 1931    | 734  | Laufenselden                                 | Evangelische Kirche                                       |                             | II/P    | 15       | 2002/2003 erweitert |
| 1950    | 797  | Wippingen (Blaustein)                        | Evangelische Pfarrkirche Zu Unserer Lieben Frau           |                             | I/P     | 7        | Prospektentwurf von Walter Supper; Schleifladen, mechanische Spiel- und Registertraktur → Orgel |
| 1954    | 807  | Neresheim                                    | Evangelische Kirche                                       |                             | I/P     | 7        | → Orgel |
| 1956–59 | 819  | Ulm (Kuhberg)                                | Paul-Gerhardt-Kirche, entwidmet und abgebrochen 2007/2008 |                             | II/P    | 13       | 2007 abgetragen durch Firma Orgelbau Lenter, neu aufgebaut in der katholischen Kirche St. Augustinus in Stuttgart, nicht erhalten |
| 1957    | 827  | Trossingen                                   | Johannes-Brenz-Gemeindehaus                               |                             | II/P    | 19       | |
| 1958    |      | Bergenweiler (Sontheim an der Brenz)         | Ev. Kirche                                                |                             | I/P     | 9        | → Orgel |
| 1959    | 830  | Haubersbronn                                 | Wendelinskirche                                           |                             | II/P    | 18       | unter Verwendung von sieben Registern und des Gehäuses der vorherigen Orgel (Johann Andreas Goll, 1788) → Orgel |
| 1961    |      | Niederlinxweiler                             | Kath. Kirche St. Martin                                   |                             | II/P    | 17       | Ursprünglich für Ev. Kirche Meßstetten erbaut; dort durch Peter Vier 1992 abgebaut und 1997 an neuem Standort in Niederlinxweiler aufgebaut. → Orgel |
| 1962    | 846  | Schrozberg                                   | Evangelische Kirche                                       |                             | II/P    | 20       | Entwurf von Helmut Bornefeld, Prospekt historisch (Johann Anton Ehrlich 1779). 2011 Sanierung und Generalüberholung sowie Wiederherstellung des originalen Bornefeld-Klangbildes durch Link. → Orgel                                                              |
| 1962    | 851  | Offenbach am Main                            | Markuskirche                                              |                             | III/P   | 38       | überholt 2010 → Orgel |
| 1963    |      | Herbrechtingen                               | Ev. Kirche                                                |                             | III/P   | 32       | unter Verwendung von Material der Vorgängerorgel → Orgel |
| 1964    |      | Heldenfingen (Gemeinde Gerstetten)           | Heilig-Kreuz-Kirche                                       |                             | II/P    | 12       | Umbau/Erweiterung der Link-Vorgängerorgel (op. 527, 1910) → Orgel |
| 1964    | 863  | Ulm-Grimmelfingen                            | Jakobuskirche                                             |                             | II/P    | 13       | 2010 überholt/verändert/neuintoniert → Orgel |
| 1964    | 870  | Ulm-Wiblingen                                | Versöhnungskirche                                         |                             | II/P    | 21       | später umdisponiert/erweitert → Orgel |
| 1965    |      | Schornbach                                   | Maria-Barbara-Katharina-Kirche                            |                             | II/P    | 14       | Entwurf von Helmut Bornefeld, 1974 erweitert, 2012 überholt → Orgel |
| 1967    |      | Suppingen                                    | St. Brigitta                                              |                             | II/P    | 13       | |
| 1967    |      | Frankenhardt-Honhardt                        | St.-Peter-und-Pauls-Kirche                                |                             | II/P    | 14       | konzipiert von Helmut Bornefeld → Orgel |
| 1967    | 889  | Blaubeuren                                   | Stadtkirche Peter und Paul                                |                             | II/P    | 30       | → Orgel |
| 1967    |      | Heuchlingen                                  | Stephanskirche                                            |                             | II/P    | 14       | → Orgel |
| 1967    |      | Ochsenberg (Königsbronn)                     | Johanneskirche                                            |                             | I/P     | 6        | → Orgel |
| 1968    |      | Gerabronn                                    | Peter und Paul                                            |                             | II/P    | 15       | → Orgel |
| 1968    | 887  | Leidringen                                   | Peterskirche                                              |                             | II/P    | 15       | 1993 Umbau, 2015 Renovierung → Orgel |
| 1968    | 901  | Steinheim am Albuch                          | Peterskirche                                              |                             | II/P    | 20       | überholt 1982 u. 2005 → Orgel |
| 1969    |      | Heidenheim an der Brenz                      | Michaelskirche                                            |                             | III/P   | 37       | konzipiert von Helmut Bornefeld an seiner Wirkungsstätte. Generalüberholung 2006; das Instrument steht unter Denkmalschutz. → Orgel |
| 1969    | 914  | Schelklingen-Urspring                        | St. Ulrich                                                |                             |         |          | |
| 1969    | 918  | Blaubeuren-Asch                              | Zu Unserer Lieben Frau                                    |                             | II/P    | 14       | → Orgel |
| 1971    | 925  | Gerstetten                                   | Nikolauskirche                                            |                             | II/P    | 15       | überholt 2005 → Orgel |
| 1973    |      | Willsbach                                    | St.-Georgs-Kirche                                         |                             | II/P    | 22       | konzipiert von Helmut Bornefeld → Orgel |
| 1974    | 942  | Oberkochen                                   | Versöhnungskirche                                         |                             | II/P    | 20       | → Orgel |
| 1975    |      | Bartholomä                                   | Evangelische Kirche                                       |                             | II/P    | 14       | → Orgel |
| 1975    | 945  | Dettingen (Albuch)                           | Peterskirche                                              |                             | II/P    | 19       | → Orgel |
| 1976    | 949  | Schwaig b. Nürnberg                          | Thomaskirche                                              |                             | II/P    | 17       | → Orgel |
| 1976    |      | Schorndorf                                   | Ev. Stadtkirche, Chororgel                                |                             | II/P    | 23       | konzipiert von Helmut Bornefeld; überholt 2015 → Orgel |
| 1977    |      | Amstetten-Bahnhof                            | Friedenskirche                                            |                             | II/P    | 10       | → Orgel |
| 1978    | 960  | Zotzenbach                                   | Evangelische Kirche                                       |                             | II/P    | 15       | Gebrüder-Link-Orgel mit 15 Registern II/P, 2 Leerschleifen, mech. Schleiflade erbaut im denkmalgeschützten Gehäuse der Vorgängerin, einer Georg-Rothermel-Orgel von 1878.                                                                                         |
| 1978    | 961  | Neresheim                                    | St. Mariä Himmelfahrt                                     |                             | II/P    | 19       | → Orgel |
| 1982    |      | Giengen an der Brenz                         | Heilig Geist                                              |                             | III/P   | 39       | umgebaut/erweitert 2023 → Orgel |
| 1993    | 1030 | Mannheim-Wohlgelegen                         | St. Bonifatius                                            |                             | III/P   | 49       | → Orgel |
| 1996    | 1045 | Bad Nauheim                                  | St. Bonifatius                                            |                             | II/P    | 34       | → Orgel |
| 1997    | 1050 | Neuburg an der Donau                         | Heilig-Geist-Spitalkirche                                 |                             | III/P   | 47       | → Orgel |
| 1998    | 1057 | Altenstadt                                   | St. Michael                                               |                             | II/P    | 29       | Generalüberholung 2017 → Orgel |
| 1998    |      | Linz                                         | Versöhnungskirche                                         |                             | I/P     | 9        | → Orgel |
| 1998    |      | Augsburg-Hochzoll                            | St. Matthäus                                              | Orgel St. Matthäus Hochzoll | II/P    | 21       | → Orgel |
| 1999    |      | Besseringen                                  | Herz Jesu                                                 |                             | II/P    | 32       | → Orgel |
| 1999    | 1066 | Painten                                      | St. Georg                                                 |                             | II/P    | 18       | → Orgel |
| 2000    |      | Perl (Mosel)                                 | St. Gervasius und St. Protasius                           |                             | II/P    | 23       | → Orgel |
| 2001    | 1080 | Fraulautern                                  | Heilige Dreifaltigkeit                                    |                             | III/P   | 33       | → Orgel |
| 2001    | 1081 | Frankenthal (Pfalz)                          | Zwölf-Apostel-Kirche (Frankenthal)                        |                             | III/P   | 41       | |
| 2004    |      | Bad Wurzach                                  | St. Verena                                                |                             | III/P   | 36       | Neubau in einem Gehäuse von Joseph Höß von 1784 |
| 2006    | 1093 | Ulm                                          | St. Michael zu den Wengen                                 |                             | II/P    | 11       | → Orgel |
| 2010    |      | Aalen                                        | Waldfriedhof, Kapelle                                     |                             | II/P    | 10       | alle Manualregister auf Wechselschleifen → Orgel |